# エレーヌ・ド・フジュロル
エレーヌ・ド・フジュロル （Hélène de Fougerolles、1973年2月25日 -）は、フランス・ヴァンヌ生まれの女優。
15歳の時、俳優になるため学業をやめ、パリに向かい様々な演劇コースを受講した。ニューヨークのリー・ストラスバーグでも学んだ。
1992年、ジャン＝ピエール・モッキー監督の『Le Mari de Léon』で映画デビュー。
2003年、エリック・ユベールとの間に一女をもうけた。2009年から2011年までアントワーヌ・アルノー（実業家ベルナール・アルノーの息子）と交際していた。

## 主な映画出演作品
- 『ジャンヌ・ダルク 薔薇の十字架』（1993年、ジャック・リヴェット監督）
- 『王妃マルゴ』（1993年）
- 『青春シンドローム』（1995年、セドリック・クラピッシュ監督）
- 『アサシンズ』（1997年、マチュー・カソヴィッツ監督）
- 『ザ・ビーチ』（2000年）
- 『青い夢の女』（2000年、ジャン＝ジャック・ベネックス監督）
- 『恋ごころ』（2001年、ジャック・リヴェット）
- 『花咲ける騎士道』（2003年）
- 『エコール』（2004年）
- 『アルジャーノンに花束を』（2006年、ダヴィッド・デルリュー監督）--- ピアノ教師・アリス・フェルネ役

## 主なテレビ出演作品
- 『ポンパドール夫人』（2006年）
- 『アルジャーノンに花束を』（2006年）--- 後に映画版として劇場公開されたのが前述の同名映画
- 『バルタザール 法医学者捜査ファイル（英語版）』（2018年 -）